# Akiyuki Nosaka
Akiyuki Nosaka (野 坂 昭 如 Nosaka Akiyuki; Kamakura 10 d'octubre de 1930 - Tòquio 9 de desembre de 2015) va ser un novel·lista, cantant, lletrista i polític japonès.

## Biografia
Orfe de mare quan era un nadó, el seu pare el va confiar a una família d'adopció a Kobe, ciutat on va patir en primera persona els estralls dels bombardejos de les forces armades estatunidenques durant la Segona Guerra Mundial. Orfe de la seva família d'adopció, va haver de viure una infància i una joventut erràtica enmig d'un país en runes, fent-se càrrec de la seva germana petita, que va acabar morint de fam. Les autoritats el van tancar en un orfanat fins que el seu pare biològic el va anar a buscar i el va enviar a estudiar literatura francesa a Tòquio, tot i que aviat va abandonar els estudis i va continuar duent una vida erràtica, canviant sovint de feina, fent de lluitador de boxa ràpida i cantant de pop, entre d'altres, fins que es va fer famós amb la novel·la curta autobiogràfica La tomba de les llumenetes el 1967, la qual va ser duta al cinema per Isao Takahata amb el títol La tomba de les lluernes el 1988. El 1983 va entrar a la Cambra de Consellers del Japó. El 2003 va patir un accident cerebrovascular, que li va produir la mort el 2015.